# El lado oscuro del corazón 2
El lado oscuro del corazón 2 es una coproducción hispano-argentina de comedia dramática escrita y dirigida por Eliseo Subiela, y secuela de El lado oscuro del corazón (1992). Es protagonizada por Darío Grandinetti, Ariadna Gil, Nacha Guevara y Sandra Ballesteros. Fue estrenada el 5 de julio de 2001.

## Sinopsis
Han pasado diez años desde que Ana y el poeta Oliverio pasaran aquellos buenos ratos en Montevideo. Ana le abandona para viajar a Barcelona y comenzar una nueva vida, mientras que Oliverio pasa el tiempo buscando a otra mujer que "le haga volar". Al ser cuestionado por sus personalidades imaginarias, Oliverio emprende un viaje íntimo y vislumbrador hacia el Viejo Continente, donde logra encontrar a Ana, para darse cuenta de que juntos ya no vuelan.
En este viaje intenso al lado de la poesía, Oliverio se encuentra con el inevitable paso del tiempo y se mueve desde la absolución indescifrable hacia el redescubrimiento del amor. En ese proceso, al lado de la poesía suicida y la poesía liberadora, conoce a Alejandra, una bella trapecista de circo con quien emprende una relación intrínseca –Alejandra, de manera sutil, invoca al recuerdo de la poeta Alejandra Pizarnik–, procurando sobre todo, prolongar la vida y el amor.

## Reparto
- Darío Grandinetti como Oliverio
- Ariadna Gil como Alejandra
- Sandra Ballesteros como Ana
- Nacha Guevara como La Muerte
- Manuel Bandera como El Muerte
- Santiago Ramos como Joaquín
- Pepe Novoa como Paco
- Carolina Peleritti como Miranda
- Kun Balcain como El tiempo
- Mirko Callaci como Lanzallamas
- Jorge Camba como Invitado
- Alejandra Condomi Alcorta como Empleada sombrería
- Miguel Dedovich
- Belén Fabra
- Javos Frontera como Malabarista
- Marina Quesada como María
- Aldo Romero como Amigo en sepelio
- Florencia Sabatello como Buche

## Premios
- 27.º Festival de Cine Iberoamericano de Huelva (2001): Colón de Plata a la Mejor Dirección, Premio ASECAN al Mejor Largometraje, Premio Manuel Barba al Mejor Guion.